# Pseudagrypon longipetiolum
Pseudagrypon longipetiolum är en stekelart som beskrevs av Lee och Kim 1984. Pseudagrypon longipetiolum ingår i släktet Pseudagrypon och familjen brokparasitsteklar. Inga underarter finns listade i Catalogue of Life.